# 反向心理
反向心理，是一種心理技巧，涉及斷言與期望相反的信念或行為。即是本應是支持採取一種行動，結果卻說服對方採取相反的行動。
這種心理技巧，是源自人類的反抗心理现象，即一個人對被說服後產生的負面情緒反應，從而選擇相反的選項。这種技巧對天生反抗或抗拒的人特别有效。
一般是向性格順從人直接请求，但對反抗性人格的人則採用此技巧。一般情況下，被操纵的人通常不知道到底发生了什么。
比如，在马克·吐温的《汤姆历险记》中，汤姆被姨妈处罚刷墙，被其他小伙伴看到，汤姆装作刷墙是一种特权，不让别人插手，结果成功地使他人不仅替他刷墙，还向他付钱。
不過，這種逆向心理策略可能会适得其反。